# Jordanscher Kurvensatz
Der jordansche Kurvensatz ist ein Ergebnis im mathematischen Teilgebiet der Topologie.

## Aussage

Geschlossene Jordankurve C

In der euklidischen Ebene {\displaystyle \mathbb {R} ^{2}} zerlegt  jede geschlossene Jordan-Kurve {\displaystyle C\subset \mathbb {R} ^{2}} deren Komplement {\displaystyle \mathbb {R} ^{2}\setminus C} in zwei disjunkte Gebiete, deren gemeinsamer Rand die Jordankurve {\displaystyle C} ist und deren Vereinigung zusammen mit {\displaystyle C} die ganze Ebene {\displaystyle \mathbb {R} ^{2}} ausmacht. 
Genau eines der beiden Gebiete, das sogenannte Innengebiet, ist eine beschränkte Teilmenge von {\displaystyle \mathbb {R} ^{2}}.
Das andere dieser beiden Gebiete ist das sogenannte Außengebiet und unbeschränkt.

## Geschichte
Dieser Satz erscheint so offensichtlich, dass Generationen von Mathematikern ihn benutzt haben, ohne ihn explizit zu formulieren, geschweige denn ihn zu beweisen. Der Beweis ist allerdings äußerst schwierig und aufwändig. Ein erster – noch unvollständiger – Beweisversuch wurde 1887 von Camille Jordan im dritten Band seines Werks Cours d’Analyse de l’Ecole Polytechnique veröffentlicht. Der erste vollständige Beweis des jordanschen Kurvensatzes wurde 1905 von Oswald Veblen erbracht. Der jordansche Kurvensatz findet heute etwa in Geoinformationssystemen Anwendung beim Punkt-in-Polygon-Test nach Jordan.

## Verallgemeinerung

### Jordan-Brouwer-Zerlegungssatz
Der jordansche Kurvensatz wurde von Luitzen Brouwer zum sogenannten Jordan-Brouwer-Zerlegungssatz verallgemeinert. Dieser Satz besagt, dass das Komplement einer kompakten zusammenhängenden {\displaystyle (n-1)}-dimensionalen Untermannigfaltigkeit des {\displaystyle \mathbb {R} ^{n}} genau zwei Zusammenhangskomponenten besitzt. Jeweils eine der beiden hat die Eigenschaft, dass ihr Abschluss eine kompakte berandete Mannigfaltigkeit bildet, deren Rand genau die genannte Untermannigfaltigkeit ist. Der Beweis dieses Satzes wird meist mit dem Abbildungsgrad oder mit Hilfe der algebraischen Topologie geführt.

### Satz von Schoenflies
Eine andere Verallgemeinerung ist der Satz von Schoenflies, nach dem jeder Homöomorphismus zwischen dem Einheitskreis und einer Jordankurve in der Ebene auf die ganze Ebene fortgesetzt werden kann. Hier gilt die Verallgemeinerung auf höhere Dimensionen jedoch nicht.